# Laura Linney
Laura Linney (Nova York, 5 de febrer de 1964) és una actriu estatunidenca.

## Biografia
El seu pare és el dramaturg Romulus Linney i la seva mare la infermera Ann Legett Perse. Un any després del seu naixement, Romulus i Ann es divorciarien. El 1986, Laura va acabar els seus estudis d'interpretació a la Universitat de Brown, ubicada a Providence, estat de Rhode Island. Més tard ampliaria la seva instrucció en la Juilliard School de Nova York, graduant-se l'any 1989. Els seus primers passos com a actriu els va donar al món del teatre, medi amb el qual es familiaritzaria des de nena a causa de la professió del seu pare, un assidu de les produccions off-Broadway. Laura va rebre el 1992 el premi Theater World Award pel seu treball a Sight Unseen. Més tard va aconseguir notorietat a l'escena de Broadway amb obres com Six degrees of separation, Hedda Hopper, o The Seagull, títol que va representar al costat d'Ethan Hawke, Tyne Daly i Jon Voight.
Va debutar al cinema a començaments de la dècada dels 90 amb petits papers en L'oli de la vida (1992) de George Miller, Dave, president per un dia (1993) d'Ivan Reitman, o Searching for Bobby Fischer (1993), film dirigit per Steven Zaillian. A Un cop de destí (1994), pel·lícula escrita per Steve Martin i dirigida per Gillies MacKinnon, aconseguiria un dels seus primers papers d'entitat compartint protagonisme amb Gabriel Byrne i el mateix Martin.
Durant la segona meitat de la dècada va anar escalant posicions a l'estatus de Hollywood en protagonitzar l'adaptació de Michael Crichton Congo (1995), realitzat per Frank Wilton Marshall, intervenir al costat de Richard Gere i Edward Norton a Les dues cares de la veritat (1996), un film dirigit per Gregory Hoblit, coprotagonitzar amb Clint Eastwood, Gene Hackman i Ed Harris la pel·lícula Poder absolut (1997), i ser la principal intèrpret femenina de The Truman Show (1998), un títol realitzat per Peter Weir i protagonitzat per Jim Carrey.
Per la seva interpretació a You Can Count on Me (2000) aconseguiria una nominació a l'Oscar com a millor actriu i una altra al Globus d'Or. Gràcies a la seva interpretació a Kinsey (2004) Linney va ser candidata de nou a l'Oscar, ara com a millor actriu secundària.
Algunes de les seves últimes interpretacions són Mystic River (2003), L'exorcisme de l'Emily Rose  (2005), el drama familiar Una història de Brooklyn (2005), Jindabyne (2006), pel·lícula coprotagonitzada per Gabriel Byrne, Diari d'una mainadera (2007), film amb Scarlett Johansson al paper protagonista, i Breach (2007), intriga amb Chris Cooper i Ryan Philippe.
Per The Savages (2007), on interpreta la germana de Philip Seymour Hoffman, tornà a ser nominada a l'Oscar.

## Filmografia
Filmografia:
| Any  | Pel·lícula                                               | Paper                     | Notes |
| ---- | -------------------------------------------------------- | ------------------------- | --- |
| 1992 | L'oli de la vida (Lorenzo's Oil)                         | Jove professor            | |
| 1993 | Dave, president per un dia (Dave)                        | Randi                     | |
| 1993 | Class of '61                                             | Lily Magraw               | Telefilm |
| 1993 | Tales of the City                                        | Mary Ann Singleton        | minisèrie TV |
| 1993 | Searching for Bobby Fischer                              | Professor                 | |
| 1993 | Blind Spot                                               | Phoebe                    | |
| 1994 | Law & Order (Episodi "Blue Bamboo")                      | Martha Bowen              | |
| 1994 | Un cop de destí (A Simple Twist of Fate)                 | Nancy Lambert Newland     | |
| 1995 | Congo                                                    | Dra. Karen Ross           | |
| 1996 | Les dues cares de la veritat (Primal Fear)               | Janet Venable             | |
| 1997 | Poder absolut (Absolute Power)                           | Kate Whitney              | |
| 1998 | The Truman Show                                          | Meryl Burbank/Hannah Gill | |
| 1998 | More Tales of the City                                   | Mary Ann Singleton        | minisèrie TV |
| 1999 | Love Letters                                             | Melisa Gardner Cobb       | Telefilm |
| 1999 | Lush                                                     | Rachel Van Dyke           | |
| 2000 | La casa de l'alegria (The House of Mirth)                | Bertha Dorset             | |
| 2000 | You Can Count on Me                                      | Samantha 'Sammy' Prescott | Nominada − Oscar a la millor actriu Nominada − Globus d'Or a la millor actriu dramàtica |
| 2000 | Maze                                                     | Callie                    | |
| 2000 | Running Mates                                            | Lauren Hartman            | Telefilm |
| 2001 | Wild Iris                                                | Iris Bravard              | Primetime Emmy a la millor actriu en minisèrie o telefilm |
| 2001 | Further Tales of the City                                | Mary Ann Singleton        | minisèrie TV |
| 2002 | Mothman: L'última profecia (The Mothman Prophecies)      | Oficial Connie Mills      | |
| 2002 | The Laramie Project                                      | Sherry Johnson            | |
| 2003 | The Life of David Gale                                   | Constance Harraway        | |
| 2003 | Mystic River                                             | Annabeth Markum           | Nominada − BAFTA a la millor actriu secundària |
| 2003 | Love Actually                                            | Sarah                     | |
| 2003 | Frasier                                                  | Mindy (1 episodi, veu)    | Primetime Emmy a la millor actriu convidada en sèrie còmica |
| 2004 | Kinsey                                                   | Clara McMillen            | Nominada − Oscar a la millor actriu secundària Nominada − Globus d'Or a la millor actriu secundària |
| 2004 | P.S.                                                     | Louise Harrington         | |
| 2005 | L'exorcisme de l'Emily Rose (The exorcism of Emily Rose) | Erin Bruner               | |
| 2005 | Una història de Brooklyn (The Squid and the Whale)       | Joan Berkman              | Nominada − Globus d'Or a la millor actriu musical o còmica |
| 2006 | Jindabyne                                                | Claire                    | |
| 2006 | Driving Lessons                                          | Laura Marshall            | |
| 2006 | Man of the Year                                          | Eleanor Green             | |
| 2006 | The Hottest State                                        | Jesse                     | |
| 2007 | Breach                                                   | Kate Burroughs            | |
| 2007 | The Savages                                              | Wendy Savage              | Nominada − Oscar a la millor actriu |
| 2007 | Diari d'una mainadera (The Nanny Diaries)                | Mrs. X                    | |
| 2008 | John Adams                                               | Abigail Adams             | Primetime Emmy a la millor actriu en minisèrie o telefilm Globus d'Or a la millor actriu en minisèrie o telefilm |
| 2008 | The City of Your Final Destination                       | Caroline                  | |
| 2008 | The Other Man                                            | Lisa                      | |
| 2009 | Morning                                                  |                           | |
| 2009 | Sympathy for Delicious                                   | Nina Hogue                | |
| 2010 | The Details                                              | Lila                      | |
| 2010 | The Sum of All Fears                                     | Elizabeth Elliot          | |
| 2010 | The Big C                                                | Cathy Jamison             | Globus d'Or a la millor actriu en sèrie musical o còmica (2011, 2013) Primetime Emmy a la millor actriu en sèrie còmica (2013) Nominada − Globus d'Or a la millor actriu en sèrie musical o còmica (2012) Nominada − Primetime Emmy a la millor actriu en sèrie còmica (2011) |
| 2012 | Hyde Park on Hudson                                      | Daisy                     | |
| 2013 | The Fifth Estate                                         | Sarah Shaw                | |
| 2015 | Mr. Holmes                                               | Sra. Munro                | |
| 2016 | Genius                                                   | Louise Perkins            | |
| 2016 | Teenage Mutant Ninja Turtles: Out of the Shadows         | Chief Vincent             | |
| 2016 | Sully                                                    | Lorraine Sullenberger     | |
| 2016 | Nocturnal Animals                                        | Anne Sutton               | |
| 2017 | El sopar (The Dinner)                                    | Claire Lohman             | |
| 2020 | Falling                                                  | Sarah                     | |
| 2020 | The Roads Not Taken                                      | Rita                      | |